# Miločani
Miločani es una localidad de Montenegro perteneciente al municipio de Nikšić en el oeste del país.
En 2011 tenía una población de 1006 habitantes, de los cuales 593 eran étnicamente montenegrinos y 311 serbios.
Se ubica en la periferia noroccidental de Nikšić junto al río Zeta, en la salida de la ciudad de la carretera E762 que lleva a Sarajevo.
Hasta el siglo XX era una pequeña localidad rural. En 1941, durante la Segunda Guerra Mundial, los invasores italianos atacaron la localidad y quemaron varias casas. A partir de la segunda mitad del siglo XX, el pueblo creció como una zona periférica de la ciudad de Nikšić.

## Demografía
La localidad ha tenido la siguiente evolución demográfica:
| Gráfica de evolución demográfica de Miločani entre 1948 y 2003 |
|                                                                |